# 16744 Antonioleone
16744 Antonioleone este un asteroid din centura principală de asteroizi.

## Descriere
16744 Antonioleone este un asteroid din centura principală de asteroizi. A fost descoperit pe 23 iulie 1996 la San Marcello Pistoiese de Luciano Tesi. Asteroidul prezintă o orbită caracterizată de o semiaxă mare de 2,43 ua, o excentricitate de 0,26 și o înclinație de 10,0° în raport cu ecliptica.